# 収奪された大地 ラテンアメリカ五百年
『収奪された大地 ラテンアメリカ五百年』（しゅうだつされただいち ラテンアメリカごひゃくねん、スペイン語：Las venas abiertas de América Latina、原語を直訳すれば 『ラテンアメリカの切り開かれた血脈』となる）は、ウルグアイのジャーナリスト、エドゥアルド・ガレアーノによって1971年に出版されたルポルタージュである。
1997年の版の序文では、チリの小説家であり、元チリ大統領だったサルバドール・アジェンデの親戚であるイサベル・アジェンデが「クーデター後私は多くの物を持ち出すことが出来なかったので、服と、家族の写真と、庭の泥に塗れたバッグと、二冊の本を持ち出しました。古い版のパブロ・ネルーダの『オデス』と黄色いカバーの『ラテンアメリカの切り開かれた血管』がそれだったのです。」と記している。
英語、ドイツ語、フランス語、イタリア語、スウェーデン語、ノルウェー語、デンマーク語、オランダ語、ポルトガル語、ハンガリー語、チェコ語、ギリシャ語、ルーマニア語に翻訳されている。日本語訳の訳者は大久保光夫。新評論と藤原書店から訳書が出版されている。

## 概要
『収奪された大地 ラテンアメリカ五百年』でガレアーノはラテンアメリカの歴史をクリストーバル・コロンによる新大陸「発見」から、現在（1970年まで）のラテンアメリカが、スペイン・ポルトガルの植民地支配による、ポトシ、サカテカス、グアナフアト、ミチョアカン、ミナス・ジェライスの銀や金、ブラジル北東部やハイチ、キューバでのサトウキビプランテーションの収奪に続き、「イギリス帝国によって祝福された独立」により、ラテンアメリカ諸国がイギリス経済に従属し、第一次産品の供給地として世界経済に結び付けられ、統合への創造的な努力が全て水泡に帰したこと、さらにイギリス帝国に代わってラテンアメリカを収奪するためにラテンアメリカを統合しようとするアメリカ合衆国の経済進出を、1960年代後半当時のラテンアメリカ全体を覆っていた思想だった、アンドレ・グンダー・フランクの提唱した従属論を基に、当時従属論の研究者だったフェルナンド・エンリケ・カルドーゾや、セレソ・フルタード、ジョズエ・デ・カストロなどのブラジルの社会学者や経済学者などを引きながら歴史ルポとして描いている。
ザ・ライブラリー・ジャーナル・スタンダードは「良く書かれ、情熱的に述べられ、これは知的誠実さと価値ある研究である。」と評した。

## 背景
『収奪された大地 ラテンアメリカ五百年』はウルグアイのエドゥアルド・ガレアーノによって1971年に書かれた。この間にガレアーノはジャーナリストとして、本の製作者として、モンテビデオ大学の出版局で働いていた。ガレアーノは「必要な情報の調査と収集に4年を費やし、90夜かけてこの本を書いた」と述べている。『収奪された大地 ラテンアメリカ五百年』を出版してから間もない1973年に、トゥパマロス鎮圧によって権力を握った軍事評議会により、ガレアーノはアルゼンチンのブエノスアイレスに亡命を余儀なくされた。1976年にアルゼンチンでビデラ将軍がクーデターを起こすと、ガレアーノは軍の死の部隊の暗殺候補者リストに載ったため、「汚い戦争」から逃れるためにスペインのバルセロナに亡命した。1970年代のラテンアメリカ諸国を席巻した親米反共軍事クーデターの後、各国の軍事政権によってウルグアイ、チリでは左翼的とみなされたこの本は発禁にされ、アルゼンチンでは政府によって非難キャンペーンがなされた。
その後、ガレアーノは1985年のウルグアイの民政移管に伴って帰国し、2015年にモンテビデオで死去した。

## 大衆文化の中で
1970年代以来、この本はラテンアメリカ全地域の学生、青年の必読書となっている 。
ベネズエラの大統領ウゴ・チャベスは2009年の第五回米州サミットで、当時アメリカ大統領だったバラク・オバマに本書を寄贈した。
この本の売り上げは国際的な影響により、急上昇を始めた。チャベスがこの本をオバマに贈る前は、『収奪された大地 ラテンアメリカ五百年』のAmazon.comの売上げ順位は54,295位だったのが数日後には、2位にまで上昇した。

## 脚註
1. ↑  エドゥアルド・ガレアーノ 1986, p. 467.
2. 1 2  エドゥアルド・ガレアーノ 1986, p. 468.
3. ↑  Open Veins of Latin America: Five Centuries of the Pillage of a Continent: Eduardo Galeano, Isabel Allende: 8586635634589 - Amazon.com
4. ↑  "Writer Without Borders" July 14, 2006 In These Times
5. 1 2  エドゥアルド・ガレアーノ 1986, p. 2.
6. ↑  “Chavez presents Obama with a gift”. BBC News. (2009年4月18日) 2009年4月18日閲覧。
7. ↑  “Chavez, Clinton discuss possible normalization of diplomatic relations”. Xinhua. (2009年4月18日) 2009年4月18日閲覧。
8. ↑  “Sales Soar of Book Chavez Gave Obama”. ABC News. (2009年4月18日) 2009年4月18日閲覧。